# Pohár Východní konference (KHL)
Tento pohár je udělován týmu, který se dostal do finále play-off z východní konference Kontinentální hokejové ligy.

## Držitelé
| Tým                    | Počet | Roky                                                  |
| ---------------------- | ----- | ----------------------------------------------------- |
| Ak Bars Kazaň          | 5     | 2009/2010, 2014/2015, 2017/2018, 2020/2021, 2022/2023 |
| Metallurg Magnitogorsk | 5     | 2013/2014, 2015/2016, 2016/2017, 2021/2022, 2023/2024 |
| Traktor Čeljabinsk     | 2     | 2012/2013, 2024/2025                                  |
| Avangard Omsk          | 2     | 2011/2012, 2018/2019                                  |
| Salavat Julajev Ufa    | 1     | 2010/2011                                             |

- 2019/2020 - nedohráno